# 데이비드 노글
데이비드 노글(David Naugle)은 저술가이며 교수이다. 그는 기독교 세계관 연구의 탁월한 전문가이다.
노글은 현재 달라스 침례 대학교(Dallas Baptist University)의 철학과 교수이다. 그는 신 칼뱅주의의 열렬한 지지자이지만 그는 5대 교리를 신봉하는 칼뱅주의는 아니고 아미라우트주의를 지지한다.
그는 금요일 심포지움을 통하여 학생들에게 다양한 강좌를 제공하고 있다.
2016년 봄, 그는 달라스 침례교 대학교(Dallas Baptist University)에서 현재의 직책에서 임시 휴직중이다.
그는 댈러스침례교대학교에서 신학 석사를, 알링턴 텍사스 대학교에서 인문학 박사학위를 받았다.

## 작품
노글은 Worldview : 개념의 역사의 저자리다. 크리스처니티 투데이는 Worldview를 신학과 윤리학 분야에서 2003년 "올해의 책"으로 선정했다. 북경 대학 출판부는 "Worldview"를 중국어로 번역하고 2006년에 출판했다. 그는 또한 " Reordered Loves, Reordered Lives , earning the Deep Meaning of Happiness, Philosophy: A Student's Guide 을 출판하였다.

## 교육
- Systematic Theology, Th.D. (달라스 신학교)
- Humanities, Ph.D. (University of Texas at Arlington)

## 같이 보기
- 세계관
- 기독교 세계관